# Hoplopleura pahari
Hoplopleura pahari är en insektsart som beskrevs av Johnson 1972. Hoplopleura pahari ingår i släktet Hoplopleura och familjen gnagarlöss. Inga underarter finns listade i Catalogue of Life.